# Piládész
A Piládész a görög mitológiai eredetű Püladész férfinévből származik, a jelentése ismeretlen.

## Gyakorisága
Az 1990-es években szórványos név, a 2000-es években nem szerepel a 100 leggyakoribb férfinév között.

## Névnapok
- december 9.[2]